# Marcellae

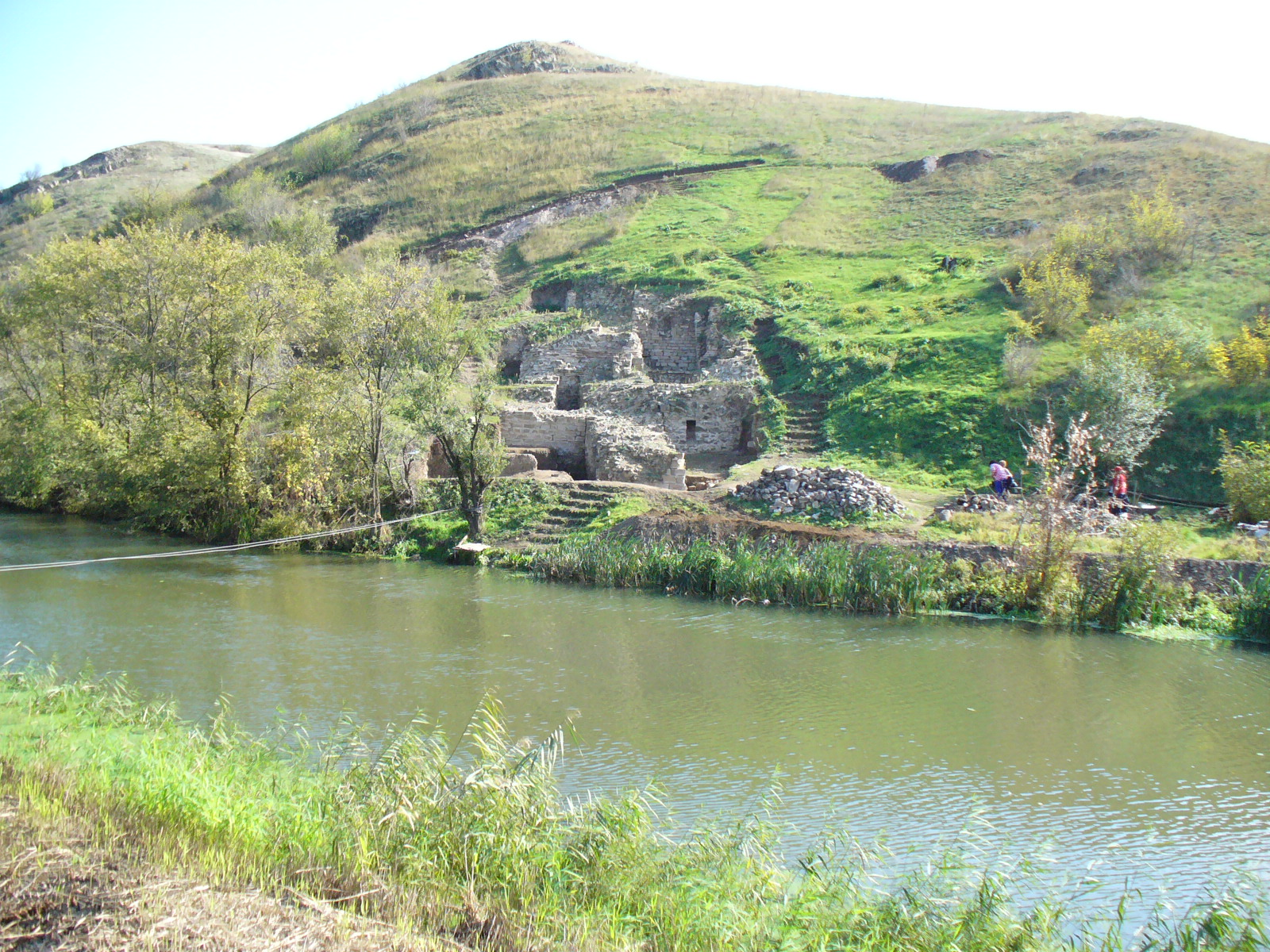
Ruine des Festungsturmes der Festung Marcellae am Fluss Motschuriza

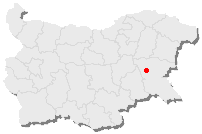
Marcellae im Südosten Bulgariens

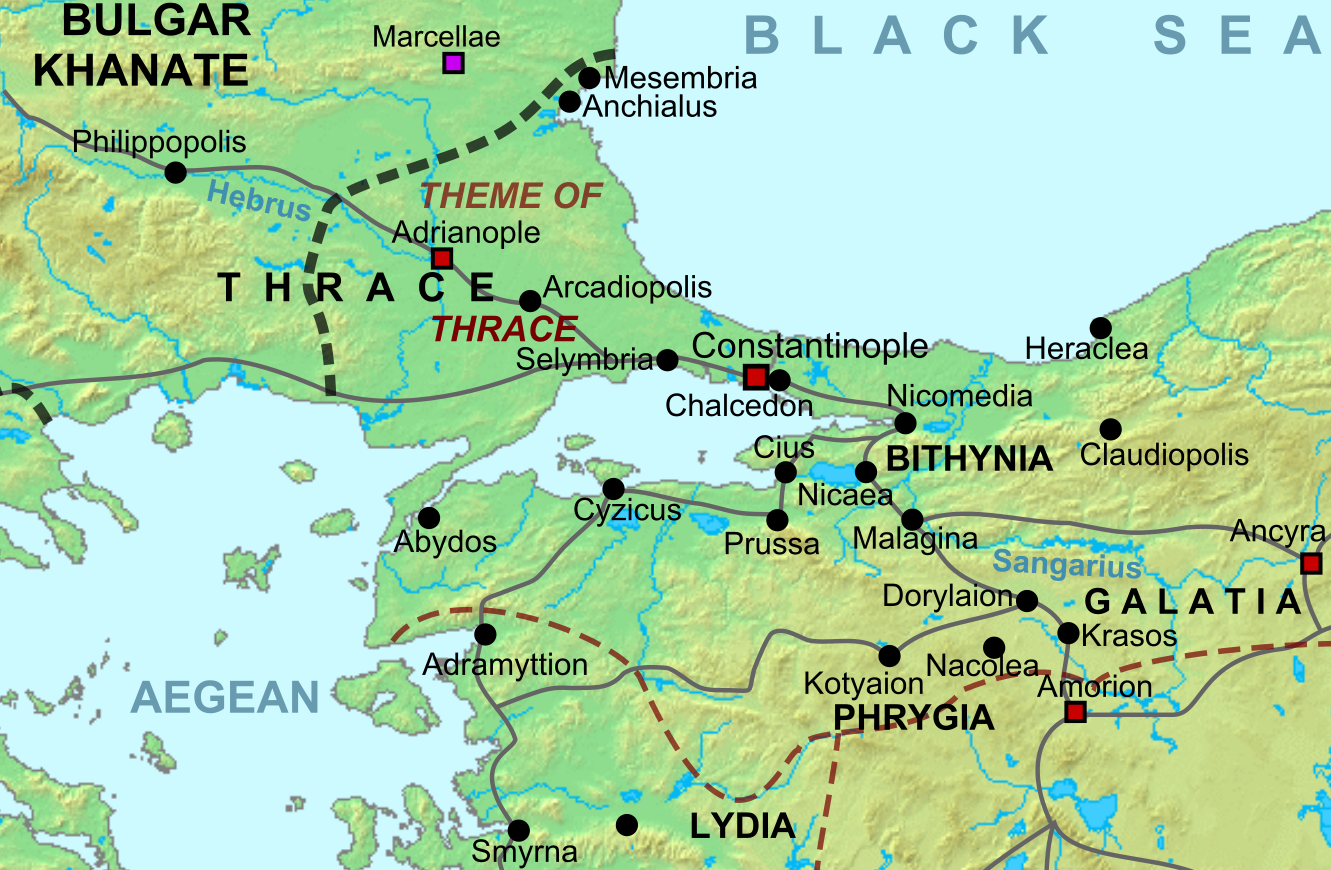
Marcellae (links oben; lila) in der bulgarisch-byzantinischen Grenzregion

Marcellae (bulgarisch: Маркели; griechisch: Μαρκέλλαι, Markellai) war eine Festung an der Grenze zwischen dem Ersten Bulgarischen Reich und dem Byzantinischen Reich. Die Ruinen dieser spätantiken und mittelalterlichen byzantinischen und bulgarischen Festung, befinden sich in der heutigen Oblast Burgas, im Südosten Bulgariens. Die aus der Spätantike stammende Festung lag etwa 7,5 Kilometer westlich der heutigen Stadt Karnobat entfernt und 50 km nordwestlich von Burgas.
Erbaut wurde die Festung im späten 5. bis Mitte des 6. Jahrhunderts und wurde einem Knotenpunkt der bulgarisch-byzantinischen Beziehungen im Laufe mehrerer Jahrhunderte. Gelegen war sie an einem strategische wichtigen Standort an der Verkehrsverbindung von Konstantinopel über Adrianopel (heute Edirne), vorbei an Marcella und weiter über die Bergkette des Balkangebirges nach Pliska und Preslaw, den politischen Zentren des Bulgarenreiches.
In der zweiten Hälfte des 8. Jahrhunderts bis zum Anfang des 9. Jahrhunderts war sie ein Knotenpunkt der bulgarisch-byzantinischen Beziehungen in politischer und militärischer Hinsicht. Sie sicherte einer Abzweigung der Via Militaris in nordöstlicher Richtung über die Gebirgspässe Eingänge der Warbiza und Rischki zur Donau und östlicher Richtung zur Via Pontica.
Wichtige historische Ereignisse von Marcellae waren die Schlacht von Marcellae (756), in der die Byzantiner unter Konstantin V. (Byzanz) gegen die Bulgaren unter Winech siegten.
Während 36 Jahre später in der Schlacht von Marcellae (792), die Bulgaren unter Khan Kardam siegreich das byzantinische Heer unter Konstantin VI.schlugen. Der byzantinische Kaiser musste daraufhin einen Friedensvertrag mit den Bulgaren machen und Tribut zahlen.
Etwas später (811) machte Khan Krum aus Marcellae ein stark befestigtes Militärlager und die Festung wurde zum zentralen und größten bulgarischen Heerlager südlich des Balkangebirges, von dem aus Khan Krum seine Feldzüge gegen das Byzantinische Reich unternahm.

## Geschichte
Seine strategische Bedeutung erlangte Marcellae im späten 7. Jahrhundert, als es durch die Gründung des Ersten Bulgarischen Reiches und dessen Expansion zu einer wichtigen Grenzfestung südlich des Balkangebirges wurde. Es wechselte häufig den Besitzer zwischen Bulgaren und Byzantinern, die es als günstigen Ausgangspunkt für militärische Feldzüge in Richtung Süden bzw. Norden nutzten. Marcellae kam erstmals 705 unter bulgarische Herrschaft, als es zusammen mit der gesamten Region Sagore (bulg. Загоре) von Justinian II. an Bulgarien abgetreten wurde.
Im Jahr 756 führte der byzantinische Kaiser Konstantin V. einen Feldzug gegen Bulgarien. Im Jahr zuvor hatten bulgarische Truppen unter Knjas Terwel das byzantinische Thrakien geplündert und waren bis zur Hauptstadt Konstantinopel vorgedrungen, doch bereits 756 erlangte der bulgarische Herrscher Winech die Macht über die Bulgaren. Die Armee von Konstantin V. rückte nach Thrakien vor und wurde von bulgarischen Truppen bei Marcellae angegriffen, das zu dieser Zeit eine Grenzfestung war. Die Byzantiner gingen aus dem Feldzug gegen Winech als Sieger hervor, und um eine weitere Invasion zu verhindern, musste der bulgarische Herrscher Winech Geiseln nach Konstantinopel schicken. Das war eine häufige Bedingung in Verträgen des Mittelalters, um mit den Geiseln der anderen Vertragspartei „in personam“ den Frieden zu garantieren. Davon berichtet Nikephoros I.
Im Jahr 792 befand sich Marcellae erneut im Zentrum eines großen byzantinisch-bulgarischen Konflikts. Die zweite Schlacht von Marcellae fand während einer langen Periode der Aggression zwischen Byzanz und Bulgarien statt, als der bulgarische Herrscher Khan Kardam und der byzantinische Kaiser Konstantin VI. in den letzten Jahren jeweils in fremdes Territorium eindrangen. Aufgrund strategischer Fehler erlitten die Byzantiner in dieser Schlacht eine schwer Niederlage. Einige persönliche Diener des Kaisers und bedeutende Generäle (Strategen) wurden von den Bulgaren getötet, die auch das Zelt, die Schatzkammer und die Pferde des Kaisers eroberten. Davon berichtet Theophanes der Bekenner.
Der byzantinische Kaiser Nikephoros I. unternahm 811 einen Feldzug gegen Khan Krum. Ausgangspunkt des Feldzuges war die Festung Marcellae. Nikephoros I. wurde 811 in der Schlacht von Pliska durch die Bulgaren getötet wurde, woraufhin seine Streitmacht im gleichen Jahr Marcellae verließ, da ihr Einmarsch in Bulgarien unter einem schlechten Stern zu stehen schien.
Die byzantinische Geschichtsschreiberin Anna Komnena (1083–1154) schrieb, dass ihr Vater Alexios I. im Jahr 1089 Konflikte mit den Petschenegen und Kumanen stände und mit ihnen in Verhandlung träte, wobei diese ihre Zelte in Marcella aufgeschlagen hätten.
Die Festung Marcella war bis ins 12. Jahrhundert bewohnt und mit Truppen besetzt. Wahrscheinlich wurde Marcellae bei einem Sturm der Kumanen auf das Byzantinische Reich im Jahre 1090 zerstört.

### Karten mit der Festung Marcellae
Bisher sind in Bulgarien keine kartografischen Quellen aus der Antike und dem Mittelalter bekannt, die Daten über Marcellae enthalten. In einer späteren Karte von Bulgarien und Rumelien, die 1791 in Venedig von Antonio Zappa herausgegeben wurde, gibt das Symbol für die Stadt Karnobat eine Festung an, so wie unter anderem auch für die antiken und mittelalterlichen Ort Marcianopolis, Nikopol, Nicopolis ad Istrum und Weliko Tarnowo.
Unmittelbar nach Beginn des Russisch-Osmanischen Krieges (1877–1878) begann das russische topografische Korps mit einer groß angelegten geodätischen Vermessung des bulgarischen Territoriums und der Erstellung einer mehrblättrigen topografischen Karte im Maßstab 1:42.000. Diese Kartenblätter wurden als „Werstowki“ (bulgarisch: „верстовки“) bezeichnet, da sie die russische Längeneinheit Werst (1 Werst = 1.067 km) als grundlegende Maßeinheit verwendeten. Auf diesen russischen Kartenblättern ist das Gebiet von Marcellae als Ruine markiert. Das Flusstal der Motschuriza ist als stark sumpfig markiert. Die nächstgelegenen Dörfer waren Zerkowski (bulgarisch: Церковски), Krumowo Gradischte (bulgarisch: Крумово градище) und Iskra (bulgarisch: Искра) – damals auf der Karte unter ihrem damaligen türkischen Namen. Die größte Siedlung in der Nähe war die Stadt Karnobat (auf der Karte als Karnabat bezeichnet), die zum Zeitpunkt der Kartierung aus 680 Häusern bestand.

## Lage und Beschreibung

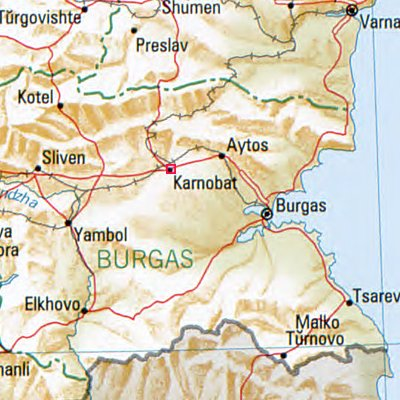
Lage im Südosten Bulgariens

Markeli liegt in der Nähe des Flusses Motschuriza (bulg. Мочурица), dem größten Zufluss der Tundscha im Westteil der Hisar-Erhebung (bulg. възвишение Хисар) (eine 400 m hohe Erhebung, 30 × 8 km ausgedehnt, nordwestlich der Burgasebene), die Teil des südöstlichen Balkangebirges ist. Die Lage der Festung wurde so gewählt, dass sie die Zugänge zu dem Balkanpässen Rischkipass, Warbizapass und Morenskipass (bulg. Мокренски проход) verteidigen konnte, da eine direkte Sichtverbindung bestand.
Die Festung war der Ausgangspunkt einer Kette von bulgarischen Befestigungsanlagen, die entlang des Weges zur 100 km weiter nördlich gelegenen Hauptstadt Pliska lag und dabei das Balkangebirge querte.
Die Region war bereits vor dem Bau der Burg bewohnt, worauf Spuren prähistorischer und eisenzeitlicher Siedlungen und antiker römischer Grabhügel in der Umgebung hinweisen.
In der Spätantike Festung hatte damals wahrscheinlich nur eine Burgmauer. Erst im Mittelalter kamen riesige Schutzwälle dazu. Natürlichen Schutz bot der vorbeifließende Fluss Motschuriza, der auch die für Festungen im Belagerungsfall so kritische Wasserversorgung sicherte, und der Felsabhang im Nordwesten der Burg. Der Standort der Festung war strategische gut gewählt und zeugt von den guten geografischen Kenntnissen der Umgebung im Umkreis von 30–40 km, einschließlich der Hauptkette des Balkangebirges (30 km nördlich von Karnobat) und des Ostteils des Gebirges Sredna Gora, dessen Ausläufer bis Jambol reichen (40 km südwestlich von Karnobat).
Von der Festung aus hatte man eine Sichtverbindung zu vielen befestigten Siedlungen in der Umgebung. Die wichtigsten sind
- der antike und mittelalterliche Komplex aus zwei Festungen und einigen großen Dörfern 1–2 km westnordwestlich des Dorfes Simen (bulg. Зимен)
- die Festung von Wojnischki Bakdaschik (bulg. Войнишкия Бакаджик) ca. 2 km südlich des Dorfes Vojnika (bulg. Войника). Die Festung ist benannt nach der Bergkette Bakadschizi (bulg. Бакаджиците) und dem Dorf Vojnika.
- die Festung am Mareschki Durchlass (Schlucht) (bulg. Марашки проход) entlang des Flusses Marasch, ca. 4 km westlich des Dorfes Sedlarewo (bulg. Седларево)
- die kleine („Малкото кале“) und die große Festung („Голямото кале“), 4–4,5 km nordwestlich des Dorfes Wesenkowo (bulg. Везенково).
- die Festung Obrasloto kale (bulg. „Обраслото кале“; wörtlich: zugewachsenen Festung), ca. 1 km nördlich des Dorfes Podwis (bulg. Подвис).
- die Festung des Großen Bakadschik (bulg. Големия Бакаджик).

Archäologische Untersuchungen der Festung werden seit 1986 durchgeführt. Sie haben ergeben, dass die Burg in der Spätantike (der frühbyzantinischen Zeit) erbaut wurde. Die Befestigungsanlagen wurden in typischer byzantinischer Bauweise aus zerkleinerten Steinen mit integrierten Ziegelreihen errichtet und gehen vermutlich auf die Regierungszeit von Anastasios I. (491–518) oder Justinian I. (527–565) zurück, d. h. die Festung wurde im späten 5. bis Mitte des 6. Jahrhunderts erbaut. Die Wallanlagen waren bis zu 10 Meter hoch und hatten über 3 Meter breite Gräben vorgelagert. Die gesamte Festung, einschließlich der Böschungen aus dem frühen 9. Jahrhundert, hatte eine Fläche von 0,7 km².
Ein wichtiges und interessantes Bauwerk ist der Festungsturm zur Wasserversorgung der Festung, ein kompliziertes Bauwerk das den Turm, eine Wasserreservoir und einen Verbindungstunnel zum Fluss Motschuriza umfasst. Der Turm wurde am linken Ufer der Motschuriza errichtet, um den Zugang zur Festung zu kontrollieren und die Verteidiger mit Wasser zu versorgen. Die Lage des Turmes war auch geschickt gewählt, da an der einzigen Furt in der näheren Umgebung liegt, während die Flussufer in der weiteren Umgebung sumpfig ist.
Insgesamt hatte die Festung ursprünglich 12 Wehrtürme.
- Die Gesamtfläche der Festung, die von den Schutzwällen eingeschlossen ist, beträgt 4,6 ha und ist damit eine der größten künstlich angelegten Befestigungsanlagen auf der Balkanhalbinsel.
- Die von der Festungsmauer umschlossene Fläche beträgt 1,5 ha.
- Die Fläche der östlichen Erweiterung beträgt 3,8 ha.
- Die Gesamtlänge der Festungsmauer betrug 530 m, wobei der Verlauf de Festungsmauer nur mit einer gewissen Wahrscheinlichkeit bestimmt werden kann.
- Die Gesamtlänge der Festungsmauer der östlichen Erweiterung beträgt 150 m.
- Die Höhenunterschiede des Geländes entlang der Festungsmauer sind für:
  - die nördliche Festungsmauer – von Ost nach West – 15 m;
  - die südliche Festungsmauer – von Ost nach West – 17 m;
  - die östliche Festungsmauer – von Nord nach Süd – 2 m und für
  - die westliche Festungsmauer – von Norden zum tiefsten Punkt – 9 Meter; sowie vom tiefsten Punkt zu Südwest-Turm Plus 7 m.
- Der höchste Punkt der der Festung, an der östlichen Mauer, liegt 225 m über dem Meeresspiegel.

### Kirche
Im höher gelegenen Nordwest-Abschnitt der Festung wurden im Laufe der Jahrhunderte vier Kirchen errichtet, die im Laufe der Zeit am selben Ort übereinander gebaut wurden.
Das erste Gebäude war eine Kapelle, 3,8 × 4 m, die im 4. Jahrhundert zum Gedenken an die frühchristlichen Märtyrer errichtet worden war und in der zweiten Hälfte des 6. Jahrhunderts teilweise zerstört wurde. Das zweite Gebäude war eine große frühmittelalterliche dreischiffige Basilika, die Ende des 5., Anfang des 6. Jahrhunderts wurde. Zu dieser Zeit wurden auch die Befestigungsanlagen gebaut. Das dritte Gebäude an gleicher Stelle war eine mittelalterliche bulgarische Kirche, die Ende 9./Anfang 10. Jahrhundert wurde gebaut wurde. Das letzte Gebäude war eine
Kreuzkuppelkirche, die Ende des 11. Jahrhunderts erbaut wurde. Sie war reich verziert mit Mosaiken und Marmorplastiken und stand bis Anfang des 13. Jahrhunderts. Die Überreste dieser letzten Kirche sind zu besichtigen. Sie wurden überdacht und mit einem Weg touristisch erschlossen.

### Zerstörung
Die ganze Festung einschließlich der Kirche wurde bei einer Strafexpedition von Heinrich von Flandern zerstört wurde.
Anlass der Strafexpedition war der Tod seines Bruders Balduin der Konstantinopolitaner im Jahre 1205, der vom bulgarischen Zaren Kalojan in der Schlacht von Adrianopel (1205) besiegt und gefangen genommen worden war, danach in Tarnowo in dem heute nach ihm benannten Balduin-Turm der Festung Zarewez interniert wurde und nach zwei Monaten verstarb.

## Freizeitpark
Gegenwärtig wird das Gelände zum Freizeitpark/Touristenattraktion „Mittelalter-Park Markeli“ umgebaut, um dort Veranstaltungen mit Bezug zur bulgarischen Geschichte und zum Mittelalter durchzuführen. Finanziert wird die Restaurierung, Konservierung und touristische Erschließung durch das Programm „Regionalentwicklung 2007-2013“ und Kofinanzierung durch den EU-Regionalfonds EFRE. 2015 wurde die (zweite) Schlacht von Marcellae (792) nachgestellt. Geplant ist eine jährliche Wiederholung dieser „Inszenierung“.

## Antarktis
Die Landspitze Markeli Point in der Antarktis wurde nach der Festung Marcellae benannt.

## Bilder

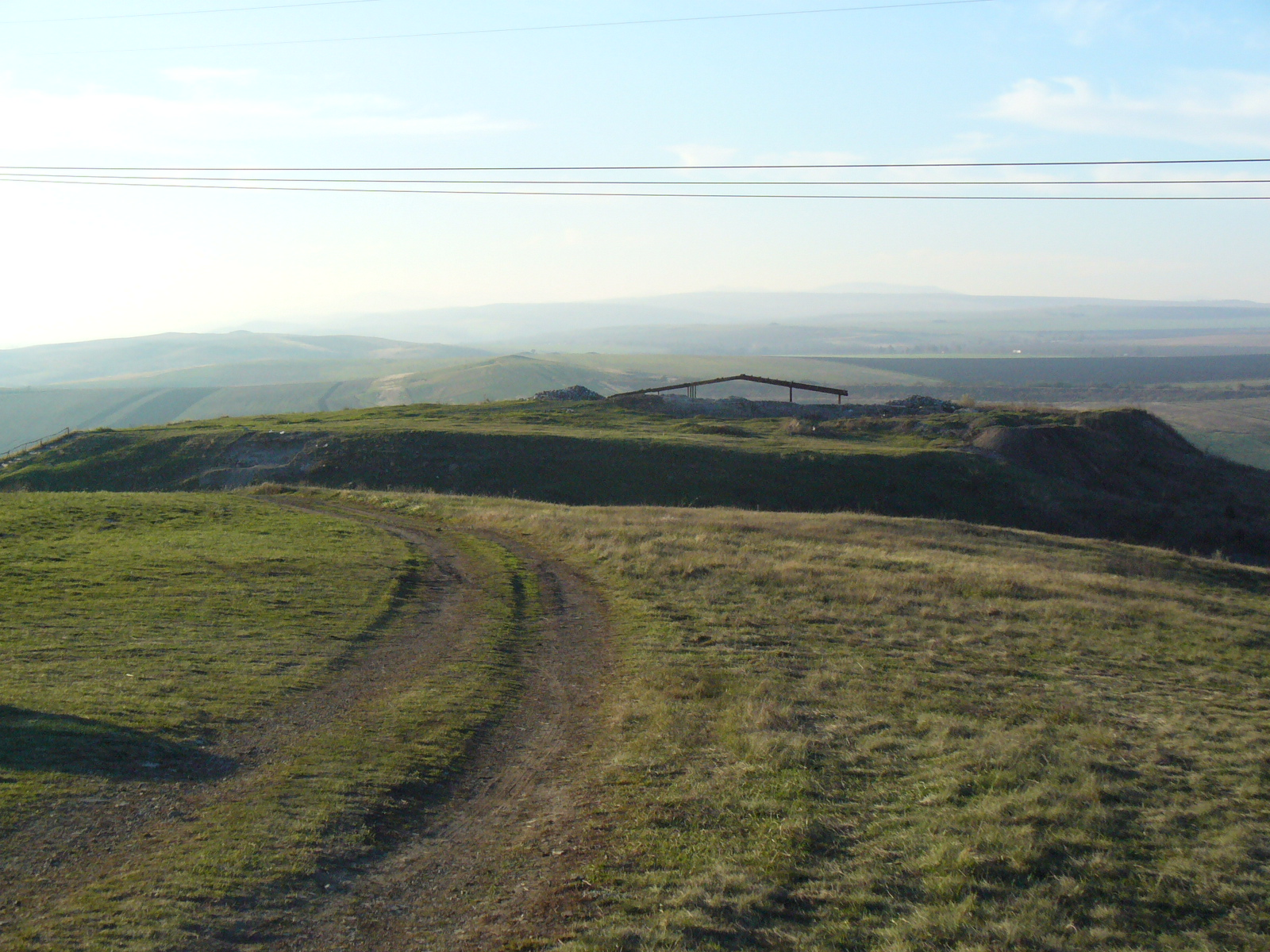
Blick über die Ruinen der Festung
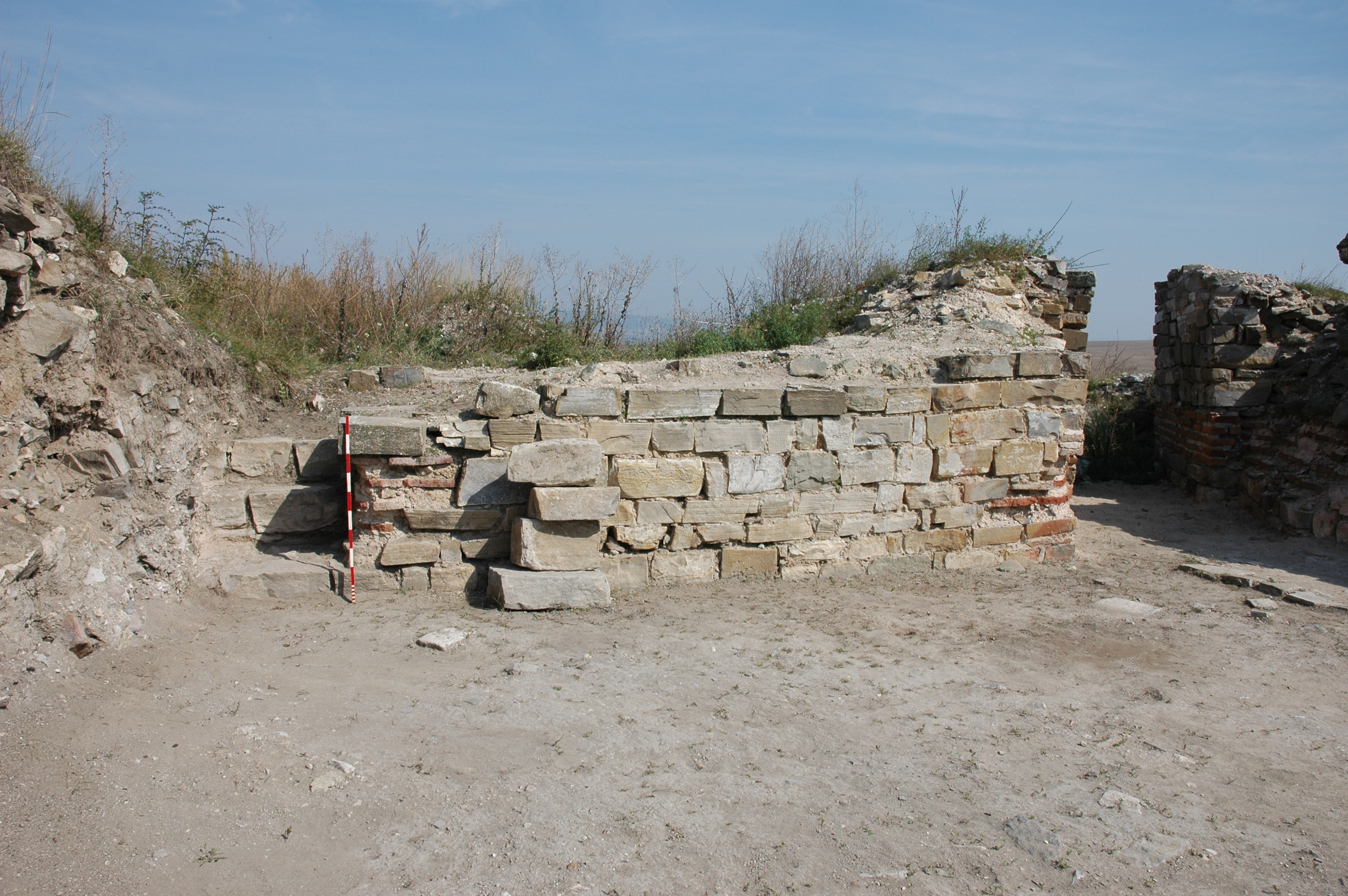
Teil der Schutzmauer mit dem Torturm
Querschnitt einer Wallanlage
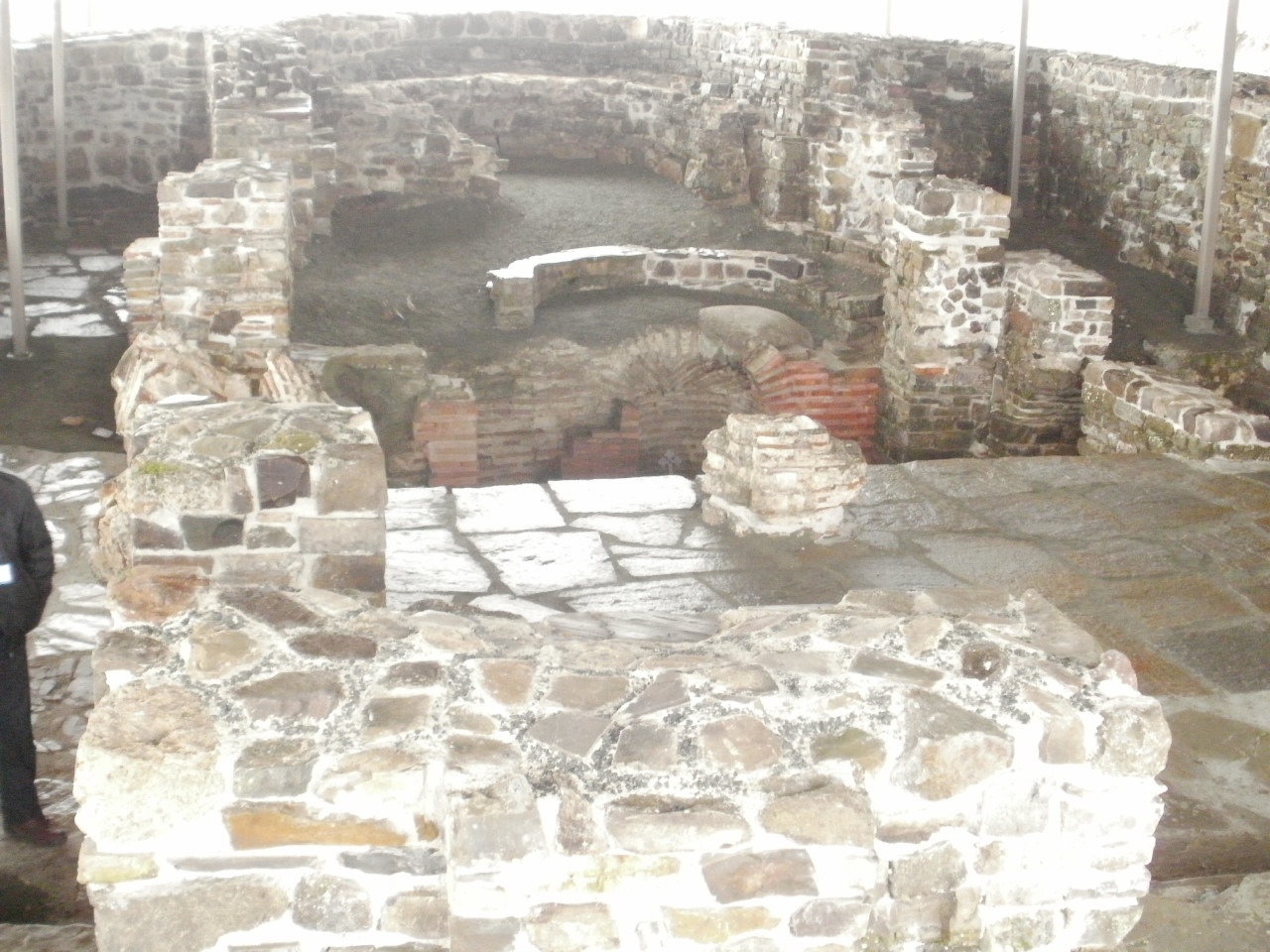
Basilika in Marcellae